# 김예빈
김예빈(1999년 7월 5일~)은 대한민국의 육아 유튜버이다.

## 생애
18세인 2017년에 임신을 해서 19세인 2018년에 딸 예솔이를 출산했다. 2022년 23세에 고딩엄빠에 출연하였고 남편과는 이혼해 혼자서 예솔이를 키우고 있다. 전 남편에게 양육비를 지급받지 못하는 등 방송에서처럼 어려운 처지에 놓여있는 것과 다르게 유튜브와 SNS에서는 친한 지인들과 잦은 만남을 갖고 예솔이와 함께 여가활동도 즐기며 화목하고 단란한 가정을 이루고 있다. 역대 고딩엄빠 출연자 중 가장 많은 유튜브 구독자와 SNS 팔로워를 보유 중이다.

## 방송
- 2022년 MBN 어른들은 모르는 고딩엄빠
- 2022년 채널A 요즘 육아 금쪽같은 내 새끼

## 가족
- 할머니 : 미상
- 아버지 : 미상
- 어머니 : 미상
- 전남편 : 장모씨
  - 딸 : 김예솔 (예전 이름: 장예솔)
- 여동생 : 김유빈 (2001년 ~)
- 여동생 : 김경빈 (2003년 ~)
- 남동생 : 김도완 (2009년 ~)